# Taevaskoja
Taevaskoja är en ort i Estland. Den ligger i Põlva kommun och landskapet Põlvamaa, i den sydöstra delen av landet, 200 km sydost om huvudstaden Tallinn. Taevaskoja ligger 75 meter över havet och antalet invånare är 114.
Terrängen runt Taevaskoja är platt. Runt Taevaskoja är det tätbefolkat, med 427 invånare per kvadratkilometer. Närmaste större samhälle är Põlva, 4,5 km söder om Taevaskoja. I omgivningarna runt Taevaskoja växer i huvudsak blandskog.